# Giacomo Aragall
Giacomo Aragall, nome d'arte italianizzato di Jaume Aragall i Garriga (Barcellona, 6 giugno 1939), è un tenore spagnolo.

## Biografia
Dopo gli studi a Barcellona sotto la guida di Jaime Francisco Puig, si trasferì a Milano dove studiò con il maestro Vladimir Badiali. Dopo aver vinto nel 1963 il concorso Voci Verdiane a Busseto, nello stesso anno debuttò al Teatro La Fenice di Venezia ne I Lombardi alla prima crociata. Seguirono L'amico Fritz, Cardillac di Paul Hindemith e La bohème al Teatro alla Scala.
Nella stagione seguente fu al Teatro Liceu di Barcellona e subito dopo a Budapest, Genova, Palermo, Parma, Napoli, Teatro dell'Opera di Roma, Torino e di nuovo alla Fenice di Venezia. Nel 1966 interpretò Romeo in un'importante ripresa de I Capuleti e i Montecchi  di Bellini al Teatro alla Scala, nell'edizione critica e con la direzione di Claudio Abbado.
Successivamente cantò nei più importanti teatri del mondo, in opere come Lucia di Lammermoor, Madama Butterfly, La favorita, La traviata, Werther, Faust, Tosca, Manon,  Don Carlo, Adriana Lecouvreur, Un ballo in maschera, Simon Boccanegra. Il repertorio comprendeva anche titoli meno conosciuti, come Esclarmonde di Jules Massenet, registrata con Joan Sutherland, e Caterina Cornaro di Donizetti, eseguita con Montserrat Caballé.
Ha ricevuto il titolo di Kammersänger alla Wiener Staatsoper e nel 1997 la Medalla d'Or de la Generalitat de Catalunya. Nel 1994 ha fondato il "Concurso Internacional de Canto Jaume Aragall".

## Repertorio
- Giuseppe Verdi
  - Un ballo in maschera (Riccardo)
  - Don Carlos (Carlo)
  - Jérusalem (Gaston)
  - Rigoletto (Duca di Mantova)
  - Simon Boccanegra (Gabriele)
  - La traviata (Alfredo)
- Giacomo Puccini
  - La bohème (Rodolfo)
  - Madama Butterfly (Pinkerton)
  - Tosca (Cavaradossi)
- Vincenzo Bellini
  - I Capuleti e i Montecchi (Romeo)
- Gaetano Donizetti
  - Caterina Cornaro (Geraldo)
  - La favorita (Fernando)
  - Lucia di Lammermoor (Edgardo)
  - Lucrezia Borgia (Gennaro)
- Jules Massenet
  - Esclarmonde (Roland)
  - Manon (Des Grieux)
  - Werther (Werther)
- Charles Gounod
  - Faust (Faust)
- Francesco Cilea
  - Adriana Lecouvreur (Maurizio)
- Pietro Mascagni
  - L'amico Fritz (Fritz)
  - Cavalleria rusticana (Turiddu)
- Paul Hindemith
  - Cardillac (Il cavaliere)

## Discografia
- Verdi: La Traviata - Pilar Lorengar/Giacomo Aragall/Dietrich Fischer-Dieskau/Berlin Deutsche Oper Orchestra/Lorin Maazel, 1969 Decca
- Donizetti: Lucrezia Borgia - Dame Joan Sutherland/Giacomo Aragall/Ingvar Wixell/Marilyn Horne/National Philharmonic Orchestra/Richard Bonynge, 1978 Decca
- Massenet: Esclarmonde - Clifford Grant/Dame Joan Sutherland/Giacomo Aragall/Huguette Tourangeau/National Philharmonic Orchestra/Richard Bonynge, 1990 Decca
- Puccini: Tosca - Chorus of the Welsh National Opera/Dame Kiri Te Kanawa/Giacomo Aragall/Leo Nucci/National Philharmonic Orchestra/Sir Georg Solti, 1985 Decca
- Puccini: Tosca - Anton Guadagno - NPO - Lorange - Aragall - Quilico - Pons - 2LP Coimbra ZOR 1 001 (1977?)
- Puccini: Tosca Orchestra de Barcelona - A.Rahbari - Gauci - Aragall - Sardinero -Palatchi - 2CD Discover DICD 932360 (1995)
- Verdi, Simon Boccanegra - Solti/Nucci/Te Kanawa/Aragall, 1988 Decca
- Verdi: Rigoletto - Lamberto Gardelli/Münchner Rundfunkorchester/Bernd Weikl/Lucia Popp/Giacomo Aragall, 1984 BMG/RCA
- Die schönsten Arien (Most Beloved Arias) - Giacomo Aragall/Münchner Rundfunkorchester, 1986 BMG
- Barcelona Games con Plácido Domingo, Montserrat Caballé, José Carreras, Teresa Berganza e Juan Pons, 1992 RCA/BMG
- Gounod: Faust -  Alain Lombard - Orchestre Philarmonique de Strasbourg - Aragall - Caballé - Plishka - Terzian - Taillon - Huttenlocher - Brun - 1977 ERATO